# میوا
میوا (به ژاپنی: 宝暦 Meiwa) نام عصر ژاپنی در دوره ادو بود. این دوره بعد از  هوره‌کی و قبل از  آنئی بود. این دوره از ژوئن ۱۷۶۴ تا نوامبر ۱۷۷۲ میلادی ادامه داشت. در این دوره امپراتریس گو-ساکوراماچی و امپراتور گو-موموزونو امپراتور ژاپن بودند.